# 蕭泰
蕭 泰（しょう たい、生年不詳 - 568年）は、南朝梁の皇族。字は世怡。

## 経歴
梁の鄱陽忠烈王蕭恢の子として生まれた。幼くして聡明で、経書や史書に通じた。大同元年（535年）、豊城県侯に封じられた。給事中に任じられ、太子洗馬に転じた。まもなく殿省に宿直に入り、太子中舎人となった。持節・仁威将軍・譙州刺史として出向した。侯景の乱が起こると、太清2年（548年）にひとたび捕らえられたが、逃亡して江陵にたどりついた。元帝のもとで侍中の位を受けた。
侯景の乱が平定されると、太宰・太常卿を兼ねた。承聖2年（553年）、使持節・平西将軍・臨川郡内史となった。王琳の部将の陸納が湘川に拠って交通を遮断すると、蕭泰は平南将軍・桂陽郡内史に転じた。桂陽郡に到着しないうちに、西魏の于謹が江陵を落としたため、蕭泰は兄の蕭循に従って郢州にあった。蕭循が死去すると、蕭泰は郢州刺史となった。湘州刺史の王琳が水軍を率いて襲撃してきたため、蕭泰は郢州を王琳に引き渡した。陳霸先が政権を握ると、蕭泰は侍中として召されたが、疑って赴かず、北斉に亡命した。車騎大将軍・散騎常侍の位を受けた。まもなく永州刺史として出向した。
保定4年（564年）、北周の宇文護が東征してくると、蕭泰は豫州刺史の王士良が降ったのを知って、北周に降伏した。保定5年（565年）、使持節・驃騎大将軍・開府儀同三司の位を受け、義興郡公に封じられた。天和2年（567年）、蔡州刺史に任じられた。天和3年（568年）、蔡州で死去した。本官に加えて并洛永三州刺史の位を追贈された。
子の蕭子宝が後を嗣ぎ、隋の吏部侍郎に上ったが、後に処刑された。

## 伝記資料
- 『周書』巻42 列伝第34
- 『北史』巻29 列伝第17